# Livre néo-zélandaise
Pour les articles homonymes, voir Livre (monnaie).
La livre (en anglais, pound) est l'ancienne monnaie officielle de la Nouvelle-Zélande, de 1840 à 1967.

## Histoire monétaire
Les premières émissions monétaires commencent en 1840 sous la forme de billets émis par l'Union Bank of Australia, suivie par d'autres banques locales et celles de la Colonial Bank of Issue (en) jusqu'en 1856. La livre sterling est à parité avec la livre néo-zélandaise, jusqu'en 1914, divisée en 20 shillings et 240 pence. Du fait du manque de numéraire, des jetons de commerce sont frappés entre 1857 et 1881 pour des valeurs de un demi et un penny. Sur ce territoire circulent jusqu'en 1930 des monnaies britanniques et australiennes. Les premières frappes propres à la Nouvelle-Zélande sortent en 1933, selon les mêmes dimensions et poids britanniques. La même année, la livre néo-zélandaise est dévaluée de 20 % par rapport au sterling, soit 1 ₤NZ = 16 shillings. En 1948, les deux monnaies sont de nouveau à parité.
En juillet 1967, la livre néo-zélandaise est remplacée par le dollar néo-zélandais, divisée en 100 cents au taux de conversion de 1 livre = 2 dollars. En novembre de la même année, la monnaie est dévaluée de 20 % pour s'aligner sur le cours du dollar australien.

## Émissions monétaires

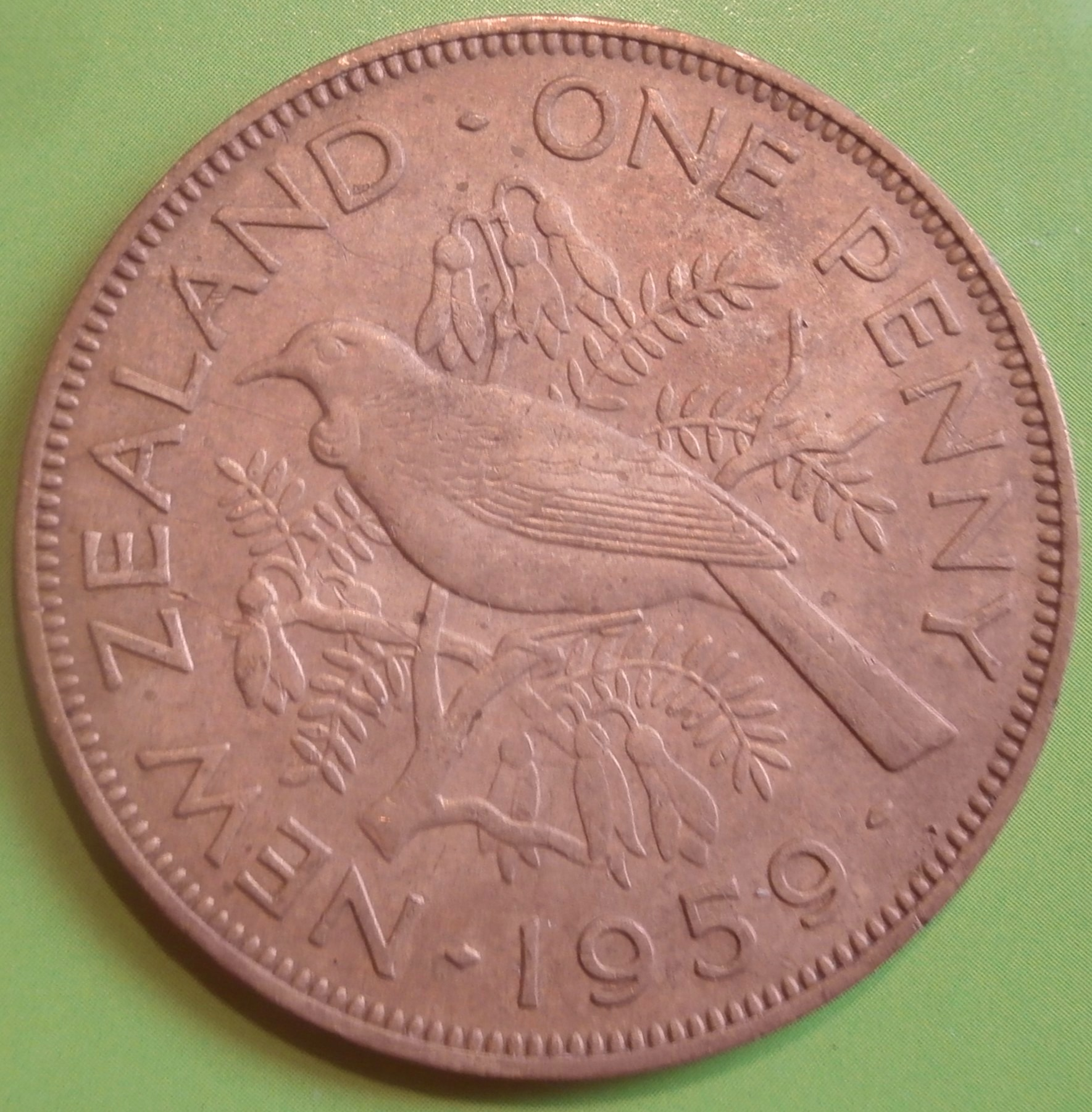
Pièce de 1 penny (1959), revers figurant un Méliphage tui.

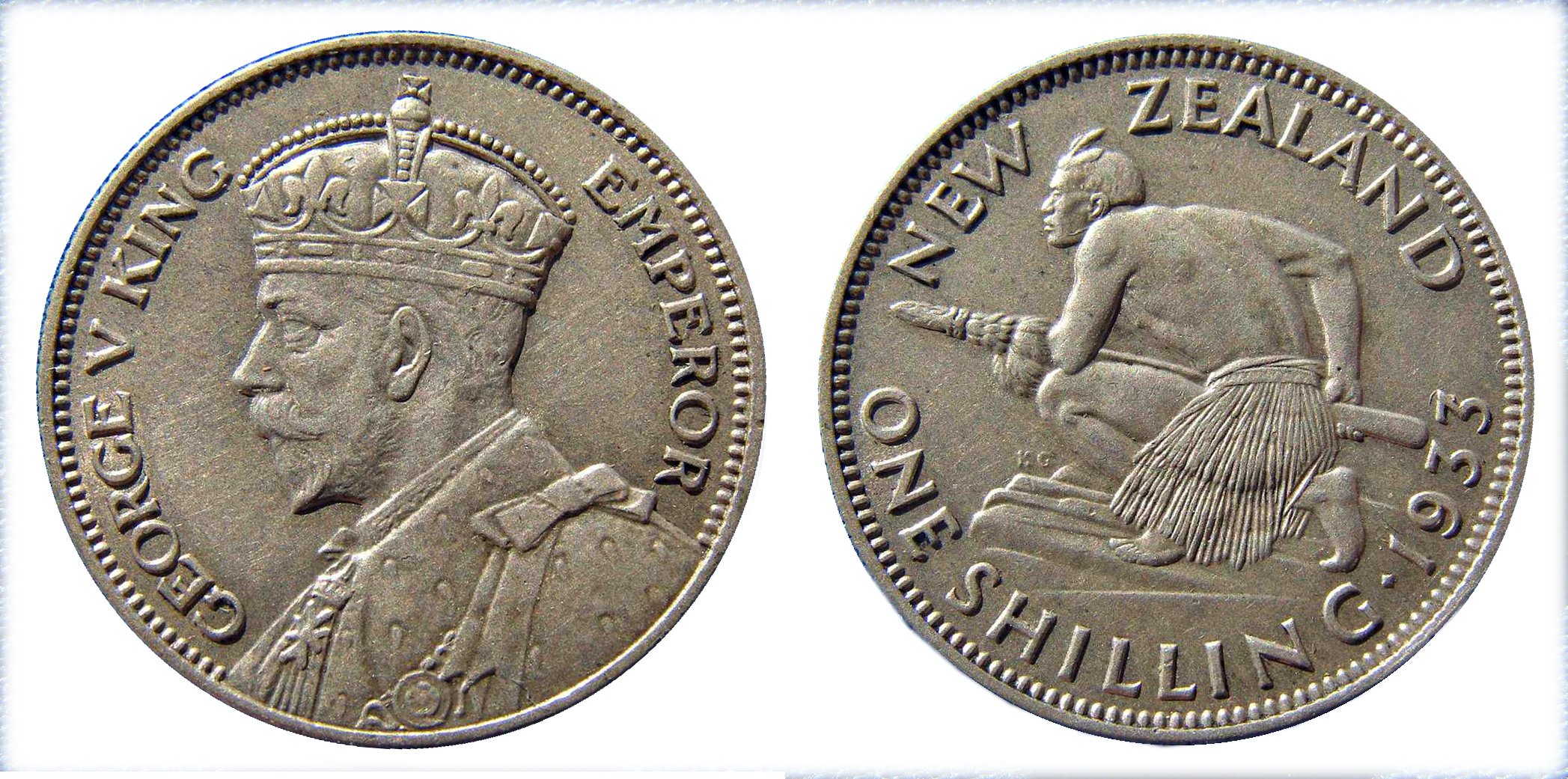
Pièce de 1 shilling (1933), figurant George V (avers) et un guerrier Maori (revers).

### Pièces de monnaie
- Bronze (1940-1965) : 1/2 et 1 penny
- Argent 500 ‰  (1933-1946) : 3 et 6 pence, shilling, florin, ½ crown
- Argent 500 ‰ (1949) : crown
- Cupronickel (1947-1965) : 3 et 6 pence, shilling, florin, ½ crown, crown

### Billets de banque
La Banque de réserve de la Nouvelle-Zélande est fondée en août 1934, et prend le monopôle des émissions. Les valeurs émises ont été de 10 shillings, et de 1, 5, 10, et 50 livres. L'ensemble des billets (ainsi que les pièces) émis depuis 1840 sont toujours échangeables au siège de cette banque située à Wellington.